# Karl Engel
Karl Engel (Thiedewiese, Alemanya, 1818 - Kensington (Londres) Regne Unit, 1882) fou un musicòleg alemany, establert a Anglaterra des de molt jove.
A Hannover i Weimar va rebre una completa educació musical sota la guia de Enckhausen, Hummel i Lobe. Després de residir algun temps a Hamburg, Varsòvia i Berlín, marxà a Anglaterra, establint-se a Londres vers el 1850. Assolia a conquerir una merescuda autoritat com a musicòleg, principalment en historiografia i en totes les qüestions relacionades amb el cant popular a Europa.
Les obres principals publicades són:
- The music of the most ancient nations (Asiria, Egipte, Hebrers), publicada el 1864 (2a edició 1909);
- An introduction to the study of national music (1866);
- Musical instruments of all countries, (1869);
- A descriptive catalogue of the musical instruments in the South Kensington Museum, (1874);
- Catalogue of the special exhibition of ancient musical instruments, (1873);
- Musical myths and facts, (1876);
- The literature of national music;
- Researches in the early history of the Violin-family;
- The pianist's handbook, (1853);
- Reflections on church music, for churchgoers, (1855);

Col·laborà durant alguns anys en la revista Musical Times i altres importants publicacions professionals angleses i alemanyes.